# Philonotis curta
Philonotis curta là một loài rêu trong họ Bartramiaceae. Loài này được Hampe D.G. Griffin & W.R. Buck mô tả khoa học đầu tiên năm 1989.